# Rhynchium proserpina
Rhynchium proserpina är en stekelart som beskrevs av Schulthess 1923. Rhynchium proserpina ingår i släktet Rhynchium och familjen Eumenidae. Inga underarter finns listade i Catalogue of Life.